# Дукштас
Дукштас (лит. Dūkštas) — город в Игналинском районе Литвы, центр Дукштасской сянюнии. Находится на южном берегу озера Парсветас.
В городе проживает 888 жителей (2011).

## География
Город находится в 27 километрах от Игналины к северу и в 10 километрах от Висагинаса к юго-западу. В городе находится костёл Святого Станислава Костки. Есть железнодорожная станция, находящаяся линии Санкт-Петербург — Варшава. Через проходит проходит шоссе Зарасай — Вильнюс.
Территория — 240 га.

## Население
| 2001 | 2002  | 2003  | 2004  | 2005 | 2006 | 2007 | 2008 | 2009 | 2010 | 2011 | 2012 |
| ---- | ----- | ----- | ----- | ---- | ---- | ---- | ---- | ---- | ---- | ---- | ---- |
| 1071 | ↗1080 | ↘1065 | ↘1026 | ↘991 | ↘963 | ↘921 | ↗922 | ↘920 | ↘901 | ↘894 | ↘873 |
| 2013 | 2014  | 2015  | 2016  | 2017 | 2018 | 2019 | 2020 | 2021 | 2022 | 2023 |      |
| ↘858 | ↘840  | ↘812  | ↘786  | ↗821 | ↘797 | ↘758 | ↘738 | ↘732 | ↘714 | ↘682 |      |

## История
История Дукштаса начинается с 1862 года, статус города получен в 1956 году. В 1950—1959 годах Дукштас был центром одноимённого района.
В старые времена место, где сейчас находится Дукштас, называлось Дукштялис.